# Ga Central Municipal District
Der Distrikt Ga Central Municipal District ist einer von 29 Distrikten der Greater Accra Region in Ghana. Er hat eine Größe von 53 km² und 332.232 Einwohner (2021). 

## Geschichte
Ursprünglich war er am 29. Februar 2008 Teil des damals größeren Ga South Municipal District, bis ein kleiner Teil des Distrikts am 28. Juni 2012 abgetrennt wurde, um den Ga Central Municipal District zu bilden; der verbleibende Teil wurde als Ga South Municipal District beibehalten. Der Bezirk liegt im westlichen Teil der Greater Accra Region und hat Sowutuom als Hauptstadt.

## Einwohnerentwicklung
Die folgende Übersicht zeigt die Einwohnerzahlen nach dem jeweiligen Gebietsstand.
| Jahr | Einwohner |
| ---- | --------- |
| 2010 | 117.220   |
| 2021 | 332.232   |